# NGC 3094
NGC 3094 ist eine Balken-Spiralgalaxie im Sternbild Löwe am Nordsternhimmel. Sie ist schätzungsweise 103 Millionen Lichtjahre von der Milchstraße entfernt.
Das Objekt wurde am 31. Dezember 1885 von Johann Palisa entdeckt.